# Деметер, Георгий Степанович
Гео́ргий Степа́нович Деме́тер (6 декабря 1923, Москва — 4 ноября 2009, Москва) — советский и российский учёный-историк, доктор педагогических наук, профессор, вице-президент Московской межрегиональной олимпийской академии, член президиума Международного союза цыган, член Международного общества олимпийских историков, президент Федеральной национально-культурной автономии российских цыган, комиссар Международного союза цыган по странам Центральной и Восточной Европы. Заслуженный работник физической культуры РСФСР (1981).

## Биография
Родился в многодетной семье кочевых цыган (кроме него было ещё 2 брата и 4 сестры). Отец Степан Петрович (Иштван) Деметер из кэлдэрарей прикочевал в Россию из Венгрии. Мать, Прасковья Никитична, из рода цыган-сэрвов. Мать была грамотной, детей отдали в школу. По воспоминаниям сестры Георгия Деметера Ольги Деметер-Чарской, их родители были раскулачены. Жили в Ленинграде, потом в Москве (Болшево).
Георгий и его брат Роман поступили в ленинградский Институт физической культуры им. П. Ф. Лесгафта. В 1946 году окончил ГДОИФК им. П. Ф. Лесгафта, а в 1951 г. — аспирантуру при Ленинградском НИИ физической культуры.
После аспирантуры был направлен для работы на факультет физического воспитания Ивановского педагогического института. Проработал в вузе 4 года.
В 1955 году вместе с семьей переехал в Омск для работы в Институте физической культуры, только что созданном на базе техникума физкультуры. Вскоре был избран на должности заведующего кафедрой теории, истории и организации физической культуры и декана педагогического факультета.
В сентябре 1966 года переехал в Москву. Более 40 лет работал на кафедре управления, экономики и истории физической культуры и спорта в Московской государственной академии физической культуры.
Доктор педагогических наук (1978), профессор (1980), заслуженный работник физической культуры России (1989), член-корреспондент Петровской академии наук и искусств (2004).
Похоронен на Кузьминском кладбище в Москве.

## Научная деятельность
Автор более 200 работ по истории физической культуры и спорта, в том числе нескольких монографий. Многие работы переведены и изданы в Германии, Чехословакии, Вьетнаме, Болгарии.

## Семья
Братья и сестры: Деметер, Нина (Антонина) Степановна — актриса театра Ромэн; Деметер, Пётр Степанович (1910—1995) — цыганский композитор, артист театра Ромэн, заслуженный артист РСФСР; Деметер, Роман Степанович (1920—1989) — цыганский поэт, этнограф; Деметер-Чарская, Ольга Степановна (1915—2016) — российская цыганская поэтесса, писательница, специалист в области цыганской культуры и традиций, актриса театра Ромэн, а затем ленинградского цыганского ансамбля, певица, заслуженная артистка РСФСР.
Жена — Евдокия Николаевна Деметер, пережила блокаду Ленинграда, дочери: Надежда, доктор исторических наук, Любовь — солистка «Москонцерта», Народная артистка России (2008). Сын Андрей.

## Публикации
- Очерки по истории отечественной физической культуры и олимпийского движения. — М.: Советский спорт, 2005. — 324 с. — ISBN 5-85009-975-1.
- О глубине мировоззрения // Советский спорт. — 1986, 29 июня.

## Награды
- Заслуженный работник физической культуры РСФСР (1981)
- Орден «Знак Почёта» (15.09.1961) — за большие заслуги в подготовке специалистов и развитии науки
- Отличник физической культуры